# Манастир Преображење
Манастир Преображење (Овчарско) се налази на једном километру од Овчар Бање, у подножју планине Овчар, у Овчарско-кабларској клисури. Манастир је део групе Овчарско-кабларских манастира, познатих и као мала Света гора. Првобитно, манастир Преображење се налазио са друге (леве) стране Западне Мораве али је срушен 1910. због градње железнице Чачак-Вишеград.

## Старо Преображење
Први помен манастира Преображења у писаним изворима везан је за 1525. годину. Записи у књигама говоре о томе да је постојао организовани преписивачки рад у издвојеној монашкој заједници. Јеромах Данил је 1579. године написао један октоих. Неколико деценија касније, 1636. године, монах Кириак је преписао “Поученије евангелско”. Многе књиге из манастира су биле узимане и ношене у друге манастире. Изглед цркве је остао непознат и незабележен.
Стари манастир Преображење је порушен како би се изградила железничка пруга према Ужицу. Постоје бројни записи о томе какве су последице имали људи који су одобрили и наредили рушење овог манастира.
Старо Преображење је било пусто све до обнове 1811. године када је обновљен од стране Епископа Никифора. Манастир су посећивали Јоаким Вујић, Вук Караџић, када је био и калуђер манастира, Исаија, који је још за живота био поштован као светац. Манастир је одувек живео са молитвом и од молитве, монашки скромно. Манастир је убрзо поново постао пуст. Литургије су се служиле ретко, само у посебним приликама. Повремено су се у близини манастира организовали вашари.

## Ново Преображење
Године 1938, епископ Николај Велимировић је покренуо иницијативу да се манастир поново изгради. Изградња манастира Ново Преображење је била могућа захваљујући донацијама верника, али и великом доприносу генерала Миливоја Јоксимовића из Београда. Подаци показују да је епископ желео да нови манастир подсећа на манастир из Охрида. Током изградње манастира, подигнута је и манастирска кућа по угледу на куће Златибора.
Ново Преображење је подигнуто на супротној (десној) страни Мораве, у подножју планине Овчар. Нови манастир Преображење је освештао Владика Николај Велимировић, тада епископ Жички, на дан Покрова Пресвете Богородице 1. (14.) октобра 1940. године. Владика је том приликом поставио игумана Васијана за старешину манастира.
»Тада им је Владика Николај дао флашу вина, просфору и једну флашу уља. У аманет им је оставио да не смеју имати стоке ни имања већ да живе само од молитве и да она буде извор прихода.«
У манастиру је била организована школа за монахе током 1961/62. године, као и наредне 1963/64. године. Школа се касније преместила у манастир Острог. Након Другог светског рата манастирском комплексу су додати: нови конак (1976. године), велика трпезарија (1975-1977. године грађена), као и “Летња” црква која је грађена у периоду од 1993. и 1996. године.
Црква манастира Преображење је мала, проширена затвореним тремом. Украшена је руком Ивана Мељеникова из Битоља 1940. године када је урадио иконе, дуборез иконостаса и две фреске. Слава манастира је Преображење Господње 19. августа (6. августа по јулијанском календару).
Преображење је мушки манастир у ком монаси немају материјална добра. Манастир Преображење живи по »јерусалимском типику« по којем живе и монаси Хиландарци на Светој Гори. Манастир је био и остао поштован као велика светиња.
Под управом Манастира Преображење су и две необичне светиње у непосредној близини, Црква Савиње и Кађеница.

## Старешине манастира
- Васијан Мишић, (1943—1952)
- Евстатије Ракић, (1957—1972)
- Венијамин Мићић, (1972—тренутни)

## Архитектура
Манастир је обновом 1811. године задобио изглед једнобродне цркве мањих димензија, са полукружном олтарском апсидом и певницама правоугаоног облика које су се простирале северном и јужном страном наоса. Претпоставља се да је црква била изграђена у духу Рашког градитељства, што је било карактеристично за период 19. века. Црква није имала ни припрату ни куполу, а није позната ни очуваност старих зидова.
Тако је стари зид ружан, као да су прву цркву сами калуђери зидали. И овде зидине свједоче, да је негде било више ћелија, али сада нема до само једна мала кућица, и у њој живи један калуђер.— Вук Караџић
Након обнове, 1816. године манастир је и живописан. Творац фресака је био Милован Јанковић који је манастир осликао у част свога брата. Од манастира Старо Преображење готово да ништа није остало. Ипак, данас је могуће видети остатке темеља надомак железничке пруге у Овчар Бањи.
Ново Преображење нема никакве сличности са старим манастиром. У питању је грађевина квадратне основе са олтарском апсидом која је плитка, посебним просторијама за ђаконикон и проскомидију, тремом који обухвата цркву са јужне и северне стране и ниском куполом. Трем је накнадно дозидан и са западне стране. Црква је грађена од камена, а све осим тамбура куполе је омалтерисано. Слагањем камена је јасно наглашен облик правоугаоних и полукружно завршених прозора тамбура.
Кровови трема су благог нагиба, покривени бакарним лимом. Трем је изграђен од низа аркада које се преко стубаца ослањају на високи парапет. Такође, аркаде се наслањају на двостепено профилисане капителе које се налазе на врховима стубова. Трем је на западној страни истурен у односу на план храма. Овај део цркве је касније проширен још једним тремом.
Купола се ослања на зидове наоса и на угловима су изведени пандантифи. Ниски тамбур изнутра је кружан, а споља осмостран. На њему се налази осам ниских прозора. Калота је ниска и споља заузима пирамидални облик. Олтарска апсида је и изнутра и споља полукружна и веома плитка.
Постоје два улаза у цркву, један са западне стране и један са јужне. Врата су правоугаоног облика и једноставне су израде.
Верује се да су манастир градили самоуки зидари, чему сведоче скромне димензије и лепота манастира.

## Иконостас
За разлику од унутрашњости цркве, купола и олтарски део су осликани фрескама. У куполи се налази лик Исуса Христа, док су на пандатифима симболи јеванђелиста. Богородица шира од небеса са шестокраким звездама у позадини, налази се у олтарској апсиди.
На царским дверима насликане су Благовести, а десно су иконе: Богородица са Христом и Преображење Христово, а лево се налазе насликане иконе Исуса Христа и Јована Крститеља. Изнад овог реда цркву красе и иконе попут: Света Параскева, Свети Никола, Света Недеља, Свети Сава Српски, Тајна вечера. Такође, изнад ових икона се налази и Христово распеће на крсту.

## Галерија
- Купола
- Манастирска црква, црно бела фотографија
- Прозор на куполи
- Крст на куполи манастирске цркве
- Звоник
- Поглед са Каблара